# Watzespitze
La Watzespitze est une montagne qui s’élève à 3 532 m d’altitude dans les Alpes de l'Ötztal, en Autriche.